# 우에사카 스미레
우에사카 스미레(上坂 すみれ, 1991년 12월 19일~)는 일본 가나가와현 출신의 여성 성우이다. 스페이스 크래프트 엔터테인먼트 소속이었으나 2020년 8월 31일부로 퇴사하면서 프리랜서 활동을 하다가 2021년 3월 1일에 다시 보이스키트 소속으로 옮겼다.

## 인물 소개
- 실제 데뷔는 8살 때 스페이스 크래프트 엔터테인먼트 주니어부에 스카웃되었던 것으로 비달 사순 광고에 일본인 사상 최초로 나왔다고 한다.
- 러시아를 상당히 동경하고 있으며 이 때문에 대학 전공도 러시아어를 선택했다.(조치 대학 러시아문학과) 성적도 뛰어나서 학업우수상을 수상하기도 했다.[3] 하지만 후에 학년이 올라갈수록 성우 및 가수 활동이 늘어나면서 여유있게 공부를 할 수 있는 상황이 만들어지지 못해 간신히 학점을 채우는 데에만 급급했다고 고백했다.
- 일본과 타국 간의 문화 교류에 상당한 관심을 보이고 있어서 이에 대해 사쿠라이 타카마사와 이야기를 나눈 것이 계기가 되어 친분을 다져왔고 2012년 12월 24일 카타르 도하에서 열렸던 국제도서전[4], 2013년 11월 23일 러시아 모스크바에서 열렸던 J-Fest, 2015년 7월 4일 상트페테르부르크에서 열렸던 Anicon에 사쿠라이 타카마사와 함께 무대 행사에 참여하게 되었다. 하지만 사쿠라이 타카마사가 12월 4일 사고로 사망하면서[5] 우에사카 스미레의 외국행사 참여기회도 상당히 줄어들 것으로 보인다. 이후 문화외교 행사로 볼 수 있는 곳에 참여한 것은 2017년 3월 12일 유즈노사할린스크시에서 열렸던 일본문화데이가 유일하다.[6][7]
- 로리타 패션을 매우 좋아해서 관련 패션 브랜드의 행사에도 여러 번 참석했으며 다른 공식 행사나 라디오 진행 등을 할 때에도 로리타 패션의 복장을 하는 경우가 많다. 하지만 성우활동이 주를 이루면서 녹음할 때에 많이 불편하다는 이유로 다른 옷을 많이 찾게 되었다.

### 건강
- 철저히 취미를 추구하는 실내파이기 때문에 이렇다 할 만한 운동을 한 적도 없는 것으로 보인다. <우에사카 스미레의 위험한 ㅇㅇ> 미즈키 나나 편에서 힘들어 보이는 운동을 척척 해내는 미즈키 나나와 쩔쩔 매는 우에사카 스미레의 모습이 대조되어서 소재로 쓰였을 정도이다. 다만 2018년 초에 나왔던 라디오 방송이나 대담기사에 의하면[8] 복서사이즈를 주기적으로 하고 있다고 한다. 목을 위해 벌꿀을 마신다는 이야기가 몇 번 나왔으나 이 두 가지 외에 건강을 위해 무언가를 하고 있는지는 불명확하다. 복서사이즈를 한 결과 공연을 해도 지쳐서 뒷풀이 때 힘들어할 정도는 아니게 되었다고 종종 밝혔으며 자신의 몸에 대해서 감출 정도는 아니라는 생각을 가지게 된 결과 사진집 <すみれいろ>에서 더 적극적으로 보일 수 있게 되었다고 밝혔다.[9]
- 술을 마시는 모습이 자주 노출된다. 일반적인 일본인이 마시는 술의 범위를 벗어나는 도수가 높은 술을 자주 마시는 것으로 보이며 2018년 8월 1일 정규앨범 3집 발매기념 라인 라이브 방송[10]에서도 의사로부터 음주 주의를 받았다는 이야기를 먼저 꺼냈음에도 불구하고 데킬라를 단숨에 들이키는 등 음주 습관이 쉬이 순화되지는 못할 것으로 보인다. <すみれいろ>에 실릴 사진을 촬영할 당시 수영복 촬영 전날임에도 식사 및 음주량이 상당했다고 한다.[11]
- 2017년 6월 24일에 몸 상태가 좋지 않다는 이유로 행사를 쉰 적이 있었다.[12] 하루뿐이었고 자세한 설명은 없기에 큰 일은 아니었던 것으로 추측된다. 하지만 2018년 7월 21일에 또다시 건강 관련 문제가 발생했다. 팬클럽 행사를 앞두고 성대에 염증이 발생하면서 목소리가 제대로 나오지 않는 상태에 이르렀고 22일에 미사와 사치카가 대신 진행을 맡으면서 행사를 강행했다.[13] 며칠 후 차도가 있음을 보고했으나[14] 개인의 건강관리 문제 혹은 사측의 혹사가 우려될 수 있는 부분이다. 2019년 10월 20일 <근육맨> 관련 행사에서 안대를 하고 참석한 모습을 인스타그램에 올리면서[15] 팬들이 우려했으나 그 후 라디오 방송 등에서 당일 갑작스럽게 눈이 부어서 한 일시적 조치였으며 얼마 가지 않아 괜찮아졌다고 밝혔다.

### 가족관계
- 외동딸로 자란 데다가 외향적이지 못해서 학창시절 집에서 시간을 보낸 때가 많았고 주로 애완견하고 놀거나 인터넷을 했다고 한다.
- 양친의 경우 아버지 쪽은 우에사카 스미레 본인이 나카노브로드웨이에 자주 놀러갈 수 있었고 유로비트 계열 댄스음악을 좋아하게 된 건 아버지 덕분이라고 자주 밝혔을 정도로 괜찮은 관계를 유지하는 것으로 보이지만 어머니 쪽은 자신에게 이것저것 강요하는 것이 많았고 본격적으로 서브컬쳐에 빠져들기 시작한 청소년 시절에 어머니와 자주 부딪치게 되면서 자신이 사온 물건을 일일이 검사당했던 상황을 자신의 좋아하는 것을 책장에 넣기 위한 승부라고 표현했을 정도로[16] 매우 부정적인 표현을 하는 경우가 많다. "귀여워(可愛い,카와이이)"라는 말에 과민반응을 보이고 "털 많아(毛深い,케부카이)"를 대신 쓰도록 팬들에게 강요했던 것도 학창시절 시험에서 아무리 좋은 점수를 받아도 인정을 받지 못했던 트라우마 때문에 그런 반응을 해버린 것 같다는 고백을 한 적이 있다.[17] 이 때 양친으로부터 인정을 받지 못했다는 말을 썼지만 지금까지 본인이 했던 말에 비추어봤을 때 어머니 쪽으로부터 그런 일을 겪었을 가능성이 크다.
- 2019년 이후 양친에 대해서 벼락부자다라든가 성우 일에 대해 처음엔 탐탁치 않아 했으나 무난하게 활동하고 있으니 별 말이 없다는 정도의 이야기가 나오는 정도이며 이도 점점 줄어들고 있다. 다만 애완고양이인 메로우의 이야기가 늘어나고 4집 <NEO PROPAGANDA> 관련 대담에서[18] 집에서의 공간을 자신의 방으로 한정짓는 듯한 뉘앙스가 보이는 등 배제하려는 듯한 태도가 엿보인다.

### 팬과의 관계
- 흔히 불리는 애칭인 스미페(すみぺ)는 전격문고 라디오에서 이번달의 스미페디아(今月のすみぺでぃあ)라는 코너를 진행하면서 얻은 이름이다. 우에사카 스미레의 스미레와 위키피디아의 일본식 발음 위키페디아를 합쳐서 스미페디아라고 한 것이 스미페로 줄여지게 되었다. 팬들이 우에사카 스미레 자신에 대해서 "귀여워"라고 하는 것을 상당히 싫어해서 방송 도중에 이런 말이 들어간 사연이 있으면 그 자리에서 찢어버리는 장면이 <Lady Go!!> 방송 중에 몇 번 나오기도 했을 정도였는데 이에 대해 팬들을 위한 타협점으로 내놓은 것이 "귀여워"가 바로 연상되지 않는 "털 많아"였다.[19] 하지만 이를 곧이 받아들이지 못하는 팬도 꽤 있었기 때문에 2018년 후반기 들어서 새로운 대안으로 아름다운 사람은 다른 사람을 홀리는 죄를 범하게 된다는 의미를 가질 수 있다는 의도로 "죄가 깊어(罪深い,츠미부카이)"를 내세웠다.
- 공식 팬클럽이 만들어지기 전엔 가수 데뷔 무대 때부터 팬들을 혁명적 브로드웨이주의자 동맹(革命的ブロードウェイ主義者同盟)의 "동지"로 지칭해왔으며 첫 정규앨범에서 이를 위한 노래를 만들어 타이틀곡으로 삼았다.
- 제 2회 총결기집회가 열린 2015년 2월 11일에 공식 팬클럽 <콜호즈의 양파밭(コルホーズの玉ねぎ畑)>의 발족이 공표되었으며 4월 1일부터 공식적인 팬클럽 활동을 시작했고[20] 5월 24일 개간식을 거행하면서 본격적인 시작을 알렸다.[21] 스페이스 크래프트 퇴사와 함께 이 팬클럽도 2020년 11월 30일 폐쇄되었으며 12월 19일에 스미페연방을 새로이 발족시켰다.
- 산케이 스포츠의 지원을 받는 라디오 방송 <우에사카 스미레의 문화부는 밤을 걷는다>에서 군사문화, 레슬링, 만화, 음악 등 다양한 문화 컨텐츠를 통해 청취자들과 함께 합숙을 하는 등의 행사를 자주 가졌었다. 이런 행사 때에 매우 적극적으로 팬들에게 접근한다고 한다.[22]
- 공연에서도 팬들에게서 응원용품을 빼앗아서는 함부로 다루거나[23] 팬에게 말을 거는 등 팬과 가깝게 지내는 모습을 많이 보여준다. 인터넷 뉴스 <Livedoor>와의 대담에서 공연 중 응원용품을 찢은 일에 대한 질문을 받았을 때 팬들의 마음이 넓다며 자신이 친척 모임에서 장난을 치는 아이와 같다고 말한 적이 있다.[24]
- 스타일리스트인 사노 나츠미 씨의 경우 우에사카 스미레를 매우 좋아해서 트위터 계정의 고정 트윗으로 평생 우에사카 스미레 팬을 선언하고 있다.[25]

#### 트위터
- 원래 우에사카 스미레는 개인 트위터 계정을 가지고 있었고(@Uesakasumire) 이것을 통해 사쿠라이 타카마사와 이야기를 나눠오는 등 자신의 취미세계를 표현해 왔었다. 성우로서 유명해지면서 우에사카 스미레 계정도 독특한 트윗과 관심글이 트위터 사용자들 사이에 화제를 일으키며 팔로워가 급격하게 늘어났다. 우에사카 스미레도 이에 호응하여 팬들의 요청에 따라 그림을 그리기도 하는 등 적극적으로 소통했다. 인스타그램 계정도 있었지만(sumire_uesaka) 일곱 번째 싱글인 <恋する図形(cubic futurismo)> 홍보를 위해 만든 것이어서 트위터만큼 열기를 모으지는 못했다.
- 우에사카 스미레에게 관심을 보인 사람들 중엔 열성적인 팬도 많이 있었지만 그만큼 몰지각한 안티 혹은 팬이 인터넷 상으로 많은 공격을 퍼부었다. 급기야 우에사카 스미레의 사진의 채광을 조절해 속옷이 드러나게 하여 올리는 일까지 일어났고 결국 우에사카 스미레는 2016년 3월 3일에 트위터 중지를 선언했다.[26]
- 그 후 약 구 개월 만인 11월 28일에 료코쿠 국기원 공연을 앞두고 복귀를 선언하면서[27] 다시 활발하게 트윗을 올리기 시작했다. 하지만 2017년 7월 19일에 우에사카 스미레를 살해하겠다고 협박을 한 사람이 체포되는 일이 벌어졌고[28] 이로 인해 소속사 측이 개인 트위터 계정을 폐쇄하기로 결정하기에 이르게 된다.[29]
- 계정을 정지한 후 한 달이 넘으면 완전히 삭제되는 트위터의 특성상 지금은 개인 계정이 완전히 지워졌을 것으로 보이며 우에사카 스미레는 현재 인스타그램(uesaka_sumire)을 이용하고 있으며 공식 트위터 계정(@uesaka_official)을 통해서도 글을 올리고 있으나 개인 계정으로 올렸을 때처럼 소통하기보다는 다른 성우들과 마찬가지로 일방적인 메시지만을 올리고 있을 뿐이다.

## 출연작품
※ 굵은 글씨는 주인공 또는 주요 인물.

### TV 애니메이션
2011년
- Pretty Rhythm: Aurora Dream - 아가씨 C

2012년
- 아빠 말 좀 들어라! - 타카나시 소라
- 전국 컬렉션 - 모가미 요시아키
- 중2병이라도 사랑을 하고 싶어! - 데코모리 사나에
- 걸즈&판처 - 논나
- 하트 커넥트 - 세토우치 카오루
- 초속변형 자이로제타 - 츠키사토 키라리

2013년
- GJ 부 - 칸나즈키 타마키
- 아웃브레이크컴페니 - 엘비아
- 현시연 2대째 - 요시타케 리카
- 세계에서 제일 강해지고 싶어! - 코미야마 쿠레아
- 바닷가의 무로미 씨 - 스미다 씨
- 판타지스타 돌 - 하츠키 마나이, 노호홍
- 무시부교 - 이로리
- ラブリームービー いとしのムーコ - 레이나 짱

2014년
- 중2병이라도 사랑을 하고 싶어! 연 - 데코모리 사나에
- 노부나건 - 갈릴레오 갈릴레이
- 호오즈키의 냉철 - 피치 마키
- 이누가미 양과 네코야마 양 - 이누가미 야치요
- 마탄의 왕과 바나디스 - 티타
- 저, 트윈 테일이 됩니다 - 테일 레드
- 크로스 앙쥬: 천사와 용의 윤무 - 모모카 오기노메
- 월간순정 노자키 군 - 사유리

2015년
- 함대 컬렉션 -칸코레- - 후부키,소우류,히류
- THE IDOLM@STER CINDERELLA GIRLS - 아나스타샤
- 사랑스런 무코 - 레나
- Q 트랜스포머 - 아시
- 야한 이야기라는 개념이 존재하지 않는 지루한 세계 - 츠키미구사 오보로
- 도그 데이즈＂ - 샤를
- SHOW BY ROCK! - 츄츄
- 찾아보자! 부활동 스핀오프 푸루푸룬 샤름과 놀자 (오코노기 토모미)
- 오버로드 - 샤르티아 블러드 폴른
- 콘크리트 레볼루티오~초인환상~ - 호시노 킷코
- 플라스틱 메모리즈 - 미루 엘

2016년
- 무채한의 팬텀월드 - 카와카미 마이
- RS계획 -Rebirth Storage- - 미도우 유즈루
- 이 미술부에는 문제가 있다! - 콜레트
- 콘크리트 레볼루티오 ~超人幻想~ THE LAST SONG - 호시노 킷코
- 탄생 20주년 기념 비스트워즈 부활을 향한 길 - 아시
- 테라포마스 리벤지 - 아나스타샤 안드레브나 호리토코프스카야
- 럭 앤 로직 - 아테나
- 파워퍼프걸즈 - 버블스
- 앙쥬 비에르쥬 - 아게하 사나기
- 츠키우타 The Animation - 텐도우인 츠바키
- 나메코 ~세계의 친구들 - 나메료시카
- ViVid Strike! - 유미나 엔클레이브

2017년
- 초소년탐정단 NEO - 하나사키 아유미
- CHAOS;CHILD - 오노에 세리카
- 핸드 셰이커 - 미츠데라 치즈루
- 베이블레이드 버스트 - 오키나카 아타루
- 호빵맨 - 딸기찹쌀떡
- 아이돌 마스터 신데렐라 걸즈 극장 - 아나스타샤
- 배틀걸 하이스쿨 - 히무카이 유리
- 이세계식당 - 아렛타
- 바보걸 - 풍기위원장
- 지옥소녀 - 유카와 아사코
- 이세계는 스마트폰과 함께 - 린
- URAHARA - 시라코 마리
- 이누야시키 - 이누야시키 마리
- 실버니아 패밀리 미니 스토리 - 시마네코 여자아이, 쇼콜라우사기의 아기

2018년
- 팝 팀 에픽 - 피피미(3화 전반부에만 출연)
- 킬링 바이츠 - 이나바 우이
- 창천의 권 Regenesis - 에리카 아렌트
- BanG Dream! - 시라사기 치사토
- 음악소녀 - 무카에 키리
- 히모테하우스 - 아라이 미나모
- 헌원검:푸른 반짝임 - 론 쵸우
- 기숙학교의 줄리엣 - 앤 사이벨
- 그라제니 - 시노야마 치에

2019년
- BanG Dream! - 시라사기 치사토
- 그림노츠 The Animation - 칼리, 둘시네아, 짐 호킨슨, 오니히메
- W'z - 치즈루/아스마 치즈루
- 어째서 여기에 선생님이!? - 코지마 카나
- 이세계 콰르텟 - 샤르티아
- 캐롤 & 튜즈데이 - 에인절라
- 센류소녀 - 하나카이 타오
- 스타☆트윙클 프리큐어 - 유니/마오/블루캣/큐어코스모
- 거친 계절의 소녀들이여 - 소네사 키리카
- 캅 크래프트 - 흡혈귀
- 벽람항로 - 퀸 엘리자베스, 워스파이트, 새러토카, 아카시
- 소녀전선 인형소극장 광란편 - PPS-43

2020년
- 사랑하는 소행성 - 모리노 마리
- 하테나 일루전 - 키쿄우인 코코미
- 허구추리 - 나나세 카린
- 사장님, 배틀하실 시간입니다! - 봐르미
- Lapis Re:LiGHTs - 카밀라

2024년
- 가끔씩 툭하고 러시아어로 부끄러워하는 옆자리의 아랴 양 - 아리사 미하일로브나 쿠죠

### OVA
2013년
- 바닷가의 무로미 씨 - 스미다 씨

2014년
- 무시부교 - 이로리

2016년
- 아인 - 에미
- 학생회 임원들* - 모리
- <영웅> 해체 - 쿠라시키 아이로
- 바쿠온!! - 하야카와 히카리

2017년
- 걸즈 & 판처 최종장 - 피요땅, 논나

2019년
- 싫어하는 표정을 지으면서 팬티를 보여줬으면 2 - 하야카와 판

2020년
- 고블린 슬레이어 -GOBLIN'S CROWN- - 영애검사

### 극장판 애니메이션
2013년
- 타카나시 릿카 개 ~극장판 중2병이라도 사랑을 하고 싶어!~ - 데코모리 사나에

2015년
- 걸즈&판처 - 논나

2016년
- 극장판 칸코레 - 후부키, 소류, 히류

2017년
- 극장판 학생회 임원들 - 모리 노조미
- 걸즈 앤 판처 최종장 제1화
- 극장판 오버로드 칠흑의 영웅 - 샬티어 블러드플랜

2018년
- 극장판 중2병이라도 사랑을 하고 싶어! -Take On Me- -  데코모리 사나에
- 극장판 마징가Z INFINITY - 리사

2019년
- 스타☆트윙클 프리큐어 별의 노래를 담아서 - 유니/코스모 큐어
- BanG Dream! FILM LIVE - 시라사기 치사토

2020년
- 프리큐어 미러클 리프 모두와 함께한 신비한 하루 - 유니/코스모 큐어
- 고블린 슬레이어: 고블린즈 크라운 - 영애 검사

2024년
- 기동전사 건담 SEED FREEDOM - 잉그리트 트라돌
- 우마무스메 PRETTY DERBY 새로운 시대의 문 - 아그네스 타키온

### 웹 애니메이션
2013년
- SHOW BY ROCK!! - 츄츄

2014년
- 공각기동대 ARISE（채널 5.5 제작）- 쿠사나기 모토코

2016년
- 약산성 밀리언아서 - 오르트리트
- 아이드롭스 - 입실론아미노카프론산

2017년
- 아이돌 마스터 신데렐라 극장 - 화요일 신데렐라 시어터 - 아나스타샤, 귀신
- 인력전함!? 유키카제 사와카제 - 사와카제

2018년
- 먹어도 괜찮은데 말야! - 나메코"N1호"<키노코> (후쿠시마현 농수산물 홍보☢)
- 팝 팀 에픽X일본중앙경마회 JRA <포프테피 기념> - 피피미(전반)

2019년
- 메기도 72 The short animation 긴 전쟁여정의 옆에서 - 샤크스

### 게임
2011년
- 토이·워즈 - 하이드

2012년
- 게임에서라도, 아빠 말 좀 들어라!! - 타카나시 소라
- 걸프렌드(임시) - 율리아 발코바
- 하트커넥트 예지랜덤 - 세토우치 카오루
- 콥스파티-THE ANTHOLOGY- 사치코의 연애유희♥Hysteric Birthday 2U

2013년
- 바닷가의 무로미씨 - 스미다씨
- THE IDOLM@STER CINDERELLA GIRLS - 아나스타샤
- Show by Rock!! - 츄츄
- 함대 콜렉션 -칸코레- - 후부키,소우류,히류,시라유키,하츠유키,미유키,무라쿠모,이소나미
- 신성의 그랜드유니온 - P.P. 푸딩
- 성상의 아마조네스 - 신이리
- 초속변형 자이로제타 - 쿠도우 에리카
- 팬텀브레이커 엑스트라 - 소피아 카르가노바
- 매지컬배틀 페스타 - 유마 아르비스
- 메탈로트 DUAL - 안내음성
- 링☆드림 여자프로레슬링대전 - 슈바르츠 네벨

2014년
- 비너스던전 - 네로, 제갈공명, 드라큘라 3세
- おつかえ乙女! - 키요스미 세이라
- 걸즈&판처 전차도, 성취해내겠습니다! - 피요땅, 논나
- CHAOS;CHILD - 오노에 세리카
- 그라나도 에스파다 - 일루젼
- 샤리의 아틀리에 ~황혼 바다의 연금술사~ - 샤를로트 앨미너스
- 하얀고양이 프로젝트 - 테트라 하트가드
- 신격의 바하무트 - 에페메라
- 스카이 로어 - 메디아
- 절대절망소녀 단간론파 Another Episode - 케무리 쟈타로우
- 초여신신앙 노월 격신 블랙하트 - 리드
- World of Tanks - 논나

2015년
- THE IDOLM@STER CINDERELLA GIRLS GRAVIA FOR YOU! - 아나스타샤
- THE IDOLM@STER CINDERELLA GIRLS STARLIGHT STAGE - 아나스타샤
- 초음속소녀대 -Photon Angels- 타냐, 이냐, 리이나
- 가전소녀 - 비주얼메모리
- 크로스앙쥬 천사와 용의 윤무 tr. - 모모카 오기노메
- 카오스 드래곤 혼돈전쟁 - 베를리오즈
- 싸움대장 6 ~소울&블러드~ - 테시마 미사키
- 하얀고양이 프로젝트 - 테트라 하트가드
- 제노 블레이드 크로스 - 아바타 목소리
- 전국 아스카 ZERO - 사키
- 전국희담 MURAMASA-아- - 타케다 신겐
- 탐사퀘스트! - 카오리
- 배틀걸 하이스쿨 - 히무카이 유리
- 프린세스 커넥트 - 미나미 스즈나
- 밀리공주대전 −Militärische Mädchen− - 쟈이세프, 나이딘
- 메이든 크래프트 - 아마츠가와 아이리
- 랑그릿사 리인카네이션 - 전생 - 엘마 민스터

2016년
- 일혈만걸 온라인 - 츠쿠요미
- 앨리스 오더 - 마리야 바자로바, 니나 바자로바
- 얼터너티브 걸즈 - 히이라기 츠무기
- 오르탄시아 사가 -푸른 기사단- - 오페리
- 함대 콜렉션 -칸코레- 개 - 후부키,소우류,히류,시라유키,하츠유키,미유키,무라쿠모,이소나미
- 신옥탑 마리스켈터 - 앨리스
- 그랑블루 판타지 - 하레제나
- 그림노트 - 칼리
- 한계돌기 세븐 파이레츠 - 와플
- 작세스 헤븐 - 비쥬얼 메모리
- 창공의 리베라시온 - 비비
- 노룡전기 - 폭룡의 키리카
- Heaven×Inferno - 마리오프
- 마법진소녀 노부나가 사가 - 라스푸틴
- 삼국지대전 - 곽 황후, 마희, 손상향, 주희, 우 씨, 조화 등
- STARLY GIRLS -Episode Starsia- - 시리우스

2017년
- 춤추고 싶은 걸~! -축제는 짧으니 춤을 춰라 소녀여- 칸자키 츠카사
- CHAOS;CHILD 러브 chu☆chu!! - 오노에 세리카
- 크로노스 에이지 - 베스
- 전함소녀R - 베르니, 키로프, 히비키, 레쉬텔니
- BanG Dream! 걸즈밴드파티! - 시라사기 치사토
- Pretty Plant - 클로어
- 새하얀 윗치 한밤중의 메르헨 - 아사히나 마나
- 밀리언 아서 아르카나 블러드 - 거합 아서
- 아즈루 레인 - 사라트가, 퀸 엘리자베스, 워스파이트, 아카시, 도이칠란트
- New 모두의 골프 - 유카
- Show by Rock!! - 츄츄
- 베이블레이드 버스트 신 - 오키나카 아타루

2018년
- 우마무스메 프리티 더비 - 아그네스타키온
- ORDINAL STRATA -오디널 스트래터- - 오디너
- 프린세스 커넥트! Re:Dive - 스즈나
- 걸즈&판처 드림 탱크 매치 -논나, 피요땅
- 성 프로젝트:RE - 페테르고프 궁전
- 신옥탑 메아리 스켈터 2 - 앨리스
- 삼국 BASSA!! - 장비
- 코에카츠 - 아마네 노도카
- 어비스 호라이즌 - 오오카, 간구트, 바리야크
- 스트리트 파이터 V 아케이드 에디션 - 팔케
- 게슈탈트 오딘 - 호오즈키 쿠루미
- Precatus의 천칭 - 레베카 캐롤
- 피트니스 복싱 - 마르티나
- 파이널 판타지 XV - 사라

2019년
- 네르케와 전설적인 연금술사들 ~새로운 대지의 아틀리에~ 샤를로트 엘미너스
- 47 HEROINES - 오오노 메이
- 데드 오어 얼라이브 6 - NiCO
- 슈퍼로봇대전 T - 리사
- 인게이지 프린세스 ~잠자는 공주님과 꿈 속 마법사~ - 클라릿사
- 가디언 프로젝트 - 아타고
- 몬스터 스트라이크 - 셜록 홈즈
- 아르카 라스트 끝나가는 세계와 가희의 과실 - 카사드라
- 프리큐어 이어지는 퍼즈룽 - 유니/큐어 코스모
- 영웅전설 새벽의 궤적 모바일 - 리브
- 아이돌 마스터 신데렐라 걸즈 스타 라이트 스팟 - 아나스타샤
- 제논자드 - 레이치 원더콜
- 데몬 엑스 마키나 - 리그렛
- 퀴즈 RPG 마법사와 검은 고양이 위즈 - 애쉬 신데렐라
- 월드 플리퍼 - 바셀티아, 콜트
- 신 사쿠라 대전 - 황유이
- 액션 대 마닌자 - 유리 히스이
- 시간의 노래 -종언 없는 소나타- - 글로리아
- MASS FOR THE DEAD - 샤르티아 블러드 폴른
- 연신의 아스트럴 - 이나다 아야미

2020년
- 용과 같이 7: 빛과 어둠의 행방 - 무네다 사에코
- 동방 스펠버블 - 레미리아 스칼렛
- SHOW BY ROCK!! Fes A Live - 츄츄

시기미정
- 게이트 오브 리벨리온 - 디메트라 콜레바노
- 라피스 리라이츠 ~ 이 세계의 아이돌은 마법을 쓸 수 있다~ - 카밀라

### 더빙
- 셰임리스 4 - 스베틀라나[30]
- 글리 5 - 아나운서
- 파워퍼프걸 - 버블스
- 스타쉽 트루퍼스 - 데이지
- 러시아 여행가이드 - 에카트리나 페도토프
- 무타푸카즈 - 루나

## 라디오
- 웹라디오@전격문고(2009년 9월 10일~2011년 12월 25일까지 진행)

- 아빠 들어! RADIO(아빠 말 좀 들어라! 라디오. 2011년 12월 8일 ~ 2012년 6월 21일)
- 밤중에 메이크가 신경 쓰여서(2012년 6월 3일~ 2013년 5월 26일, 도중 하차)

- TOKYO No.1 귀여운 라디오(2012년 4월 7일~2014년 9월 27일)
- 틈새로 들려오는 라디오~자파라보~
  - 2014년 10월부터 TOKYO No.1 귀여운 라디오에서 이어받아 진행하게 된 방송으로 매월 한 번씩 방송되었다. 하지만 진행자를 맡은 사쿠라이 타카마사의 사망으로 인해 2015년 11월 4일에 녹음해서 12월 5일에 송출된 방송이 마지막이 되었으며[31] 후에 우에사카 스미레가 초대손님으로 나온 미즈시마 세이지 감독과 아오키 미사코 일본로리타협회 회장과 함께 마무리 방송을 녹음해 2016년 2월 14일에 송출하였다.[32]
- 중2병이라도 사랑을 하고 싶어! ～어둠의 화염에 휩싸여서 들어라!～(2012년10월 1일 ~ 2014년 7월 14일)
- 우에사카 스미레의 소녀Xмузыка(2013년 4월 7일~2015년 3월 29일)
  - 음악을 뜻하는 러시아어인 музыка가 제목에 들어간 것으로 알 수 있듯이 우에사카 스미레가 즐겨 듣는 음악을 중심으로 진행되었던 라디오이다. 이와 관련된 가수나 작곡가들도 자주 초대해서 이야기를 나누었다.
- 콘크리트 레볼"레디오"(콘크리트 레볼루티오~초인환상~ 라디오, 2015년 9월 30일~2016년 6월 29일)
- 우에사카 스미레의 ♡(하트)를 붙이면 귀엽겠지(2016년 4월 2일~2021년 3월 27일)
  - <Lady Go!!> 때와 마찬가지로 우에사카 스미레와 팬 간의 독특한 사고와 대화방식을 잘 드러내는 방송.
  - 2018년 10월 28일 <스기타 토모카즈의 아니게라! 디둔!!!> 공개방송에 출연했을 때 똑같은 퇴짜 사연 소개 코너인 <독수>가 마음에 든다는 이유로 <진궁>과 바꾸었으며 양 방송 다 거기에 따라서 상대편 방송의 오프닝 멘트 등을 그대로 가져와 진행하고 있다.
- 우에사카 스미레의 문화부는 밤을 걷는다(2016년 4월 7일~2018년 9월 27일)
- 라디오 <이세계식당> (2017년 7월 8일~10월 28일)
- 메이지 키노코노야마 presents 우에사카 스미레의 신 키노코당 선언!(<아스미 카나의 키미마치!> 중 방송된 키노코노야마 홍보 방송, 2019년 6월 1일~8월 24일)
- 우에사카 스미레 이자와 시오리의 스타 라디 오션 아남네시스(2020년 10월 7일~)
- 우에사카 스미레 스즈키 아이나의 괴롭히지 말아요 나가토로 양 라디오 이지라디(2021년 2월 11일~)

## 방송
- A&G NEXT GENERATION Lady Go!! 월요일 방송(2011년 10월 7일~2015년 9월 28일)
  - 처음엔 금요일 방송이었으나 2012년 4월 2일부터 월요일 방송으로 개편되었다. 우에사카 스미레 본인의 관심사를 위주로 방송이 진행되었으며 9월 28일까지 총 209회가 송출되었다.

- アニキン〜Skytree Radio(보조 출연)

- 우에사카 스미레의 위험한 ○○(2017년 4월 8일~6월 24일)
  - BS 11에서 송출된 방송. 인터넷에서 괴짜스러운 사진과 영상을 이용한 글을 올리며 유명해진 블로거이자 기고가 ARuFa가 제작에 참여하여 매우 생뚱맞은 장면을 연출해냈다.
  - 미나세 이노리, 미즈키 나나, angela , 아오이 쇼우타, 오구라 유이, 미야노 마모루 등 유명한 성우와 애니메이션 가수들이 초대손님으로 나와 생뚱맞은 상황에 휘말리는 역할을 맡았다.
  - 2019년 1월 1일에 특별방송이 한 차례 더 방송되어 미나세 이노리가 한 차례 더 출연해 자사 마스코트인 킹 크링을 공격하는 등 과격한 장면을 연출했다.
  - 2017년 9월 6일에 블루레이 박스로 발매되었으며 특별방송분은 2019년 3월 6일에 발매되었다.

- 성우와 밤놀이 수요일 방송(2020년 4월 22일~)
  - 코마츠 미카코와 함께 진행하고 있는 토크 중심 방송. 2021년엔 토쿠이 소라와 아이미가 번갈아 가며 추가 진행자로 나왔으며 2022년에는 타카하시 치아키와 함께 화요일 방송을 진행하고 있다.
  - 매방송마다 우에사카 스미레가 술을 마시고 있으며 워커에 물을 타지 않았다는 이야기가 나올 정도로 도수가 높아 보인다.

- 우에사카 스미레의 네가 잘 때까지(2021년 4월 10일~)
  - 우에사카 스미레 공식 유튜브 채널[33]에서 매주 토요일 업로드되는 방송.

## 음반

### 싱글
|      | 발매일           | 제목                             | 한국판 번역제목     | 삽입곡으로 쓰인 작품                             |
| ---- | ---------------- | -------------------------------- | ------------------- | ------------------------------------------------ |
| 1st  | 2013년 4월 24일  | 七つの海よりキミの海             |                     | 바닷가의 무로미 씨                               |
| 2nd  | 2013년 7월 10일  | げんし、女子は、たいようだった。 |                     | 현시연 2기                                       |
| 3rd  | 2014년 3월 5일   | パララックス・ビュー             | Parallax View       | 호오즈키의 냉철                                  |
| 4th  | 2014년 7월 16일  | 来たれ！暁の同志                 | 오라! 새벽의 동지   |                                                  |
| 5th  | 2014년 12월 10일 | 閻魔大王に訊いてごらん           | 염라대왕에게 물어봐 | 호오즈키의 냉철 OAD                              |
| 6th  | 2015년 7월 22일  | Inner Urge                       |                     | 야한 이야기라는 개념이 존재하지 않는 지루한 세계 |
| 7th  | 2016년 8월 3일   | 恋する図形(cubic futurismo)      | 사랑하는 도형       | 이 미술부에는 문제가 있다!                       |
| 8th  | 2017년 7월 12일  | 踊れ! きゅーきょく哲学           | 춤춰라! 궁극 철학   | 바보걸                                           |
| 9th  | 2018년 1월 31일  | POP TEAM EPIC                    |                     | 팝팀에픽                                         |
| 10th | 2019년 4월 17일  | ボン♡キュッ♡ボンは彼のモノ♡      | 봉♡큣♡봉은 그의 것♡ | 어째서 여기에 선생님이?!                         |
| 11th | 2021년 4월 21일  | EASY LOVE                        |                     | 괴롭히지 말아요, 나가토로 양                     |
| 12th | 2021년 10월 27일 | 生活こんきゅーダメディネロ       | 생활곤궁 빈털털이   | 쟈히님은 기죽지 않아!                            |

- 2016년 9월 28일에 <恋する図形(cubic futurismo)>까지 총 일곱 개의 싱글이 7인치 아날로그 음반으로 재발매되었다.[38]

### EP
|     | 발매일           | 제목       | 한국판 번역제목 | 삽입곡으로 쓰인 작품         |
| --- | ---------------- | ---------- | --------------- | ---------------------------- |
| 1st | 2017년 10월 18일 | 彼女の幻想 | 그녀의 환상     | 호오즈키의 냉철 3기, URAHARA |

### 정규앨범
|     | 발매일          | 제목                           | 한국판 번역제목               |
| --- | --------------- | ------------------------------ | ----------------------------- |
| 1st | 2014년 1월 18일 | 革命的ブロードウェイ主義者同盟 | 혁명적 브로드웨이 주의자 동맹 |
| 2nd | 2016년 1월 6일  | 20世紀の逆襲                   | 20세기의 역습                 |
| 3rd | 2018년 8월 1일  | ノ―フューチャーバカンス        | No Future Vacance             |
| 4th | 2020년 1월 22일 | NEO PROPAGANDA                 |                               |

### 디지털 음원
| 발매일         | 제목                          | 한국판 번역제목                    | 삽입곡으로 쓰인 작품                     |
| -------------- | ----------------------------- | ---------------------------------- | ---------------------------------------- |
| 2018년 4월 8일 | 地獄でホットケーキ/祈りの星空 | 지옥에서 핫케익/기도하는 별빛 하늘 | 호오즈키의 냉철 4기, 창천의 권 Regenesis |

- 地獄でホットケーキ/祈りの星空는 TV size 음원만 배포되었기 때문에 정식음반으로 보기는 힘들며 정규앨범 3집에 풀버전으로 실려있다.

### 기획앨범
| 발매일           | 제목                                         |
| ---------------- | -------------------------------------------- |
| 2014년 12월 10일 | 上坂すみれ presents 80年代アイドル歌謡決定盤 |

- 上坂すみれ presents 80年代アイドル歌謡決定盤은 80년대에 유행한 가요 중에서 우에사카 스미레가 선택한 곡의 복고판 음반으로 총 20곡으로 구성되어 있는데 이 중 <MUGO・ん>을 본인이 직접 불렀다.

### 참여작품 노래
| 발매일    | 음반                                                                                       | 배역 | 노래                                                           | 비고                                                       |
| 2011년    | 2011년                                                                                     | 2011년 | 2011년                                                         | 2011년                                                     |
| --------- | ------------------------------------------------------------------------------------------ | --- | -------------------------------------------------------------- | ---------------------------------------------------------- |
| 11월 9일  | 아빠 말 좀 들어라 캐릭터송 vol.1 타카나시 소라                                             | 타카나시 소라 | 「ソライロ」                                                   |                                                            |
| 2012년    |                                                                                            | |                                                                |                                                            |
| 11월 21일 | INSIDE IDENTITY                                                                            | Black Raison d'être [타카나시 릿카(우치다 마아야), 니부타니 신카（아카사키 치나츠), 츠유리 쿠밍(아사쿠라 아즈미), 데코모리 사나에(우에사카 스미레)] | 「INSIDE IDENTITY」 「OUTSIDER」                               | 중2병이라도 사랑을 하고 싶어! 엔딩                         |
| 12월 26일 | 걸즈&판처 배경음악집                                                                       | 카추샤(카네모토 히사코), 논나(우에사카 스미레) | 「カチューシャ Sung by 카추샤&논나」                           | 걸즈&판처 삽입곡                                           |
| 12월 26일 | 중2병이라도 사랑을 하고 싶어! 보컬미니앨범 암흑홍채악곡                                    | 데코모리 사나에 | 「Dark Death Decoration」                                      |                                                            |
| 2013년    |                                                                                            | |                                                                |                                                            |
| 1월 23일  | 콥스 파티 호러 앤솔로지 캐릭터앨범 『Whisper of the Nightmare “♀Tarantula♀”』              | 코바야시 란 | 「Lady Go!」                                                   |                                                            |
| 8월 7일   | アオくユレている                                                                           | 오기우에 치카(야마모토 노조미), 요시타케 리카(우에사카 스미레), 야지마 미레이(우치야마 유미), 하토 켄지로(카구마 아이) | 「アオくユレている」 「ハレルヤ ハレルヒ」                     | 현시연 2대째 엔딩                                          |
| 8월 14일  | THE IDOLM@STER CINDERELLA MASTER 輝く世界の魔法                                            | 칸자키 란코(우치다 마아야), 아나스타샤(우에사카 스미레), 타카가키 카에데(하야미 사오리), 코시미즈 사치코(타케타츠 아야나), 시부야 린(후쿠하라 아야카) | 「輝く世界の魔法（M@STER VERSION）」                           | 아이돌 마스터 신데렐라 걸즈 게임 광고 삽입                 |
| 9월 11일  | 타카나시 릿카 개 ~극장판 중2병이라도 사랑을 하고 싶어! ~주제가집 ~중2병 오의 세 곡의 극한~ | Black Raison d'être [타카나시 릿카(우치다 마아야), 니부타니 신카（아카사키 치나츠), 츠유리 쿠밍(아사쿠라 아즈미), 데코모리 사나에(우에사카 스미레)] | 「Secret Survivor」                                            | 타카나시 릿카 개~극장판 중2병이라도 사랑을 하고 싶어! 엔딩 |
| 9월 18일  | 판타지 스타 돌 Character Song !! vol.1                                                     | 우즈키 마나이 | 「Starlight☆ふぁんたじー」                                     |                                                            |
| 11월 6일  | 현시연 2대째 MEBAETAME Music Collection vol.2                                              | 요시타케 리카 & 야지마 미레이(우치야마 유미) | 「ヨロイノハート」                                             |                                                            |
| 11월 6일  | 현시연 2대째 MEBAETAME Music Collection vol.2                                              | 요시타케 리카 | 「アオくユレている(요시타케 리카 ver.)」                       |                                                            |
| 11월 13일 | THE IDOLM@STER CINDERELLA MASTER 024 아나스타샤                                            | 아나스타샤 | 「You're stars shine on me」                                   |                                                            |
| 12월 11일 | 아웃브레이크 컴퍼니 캐릭터송 미니앨범                                                      | 엘비아 하나이만 | 「WILD COLORS」                                                |                                                            |
| 2014년    |                                                                                            | |                                                                |                                                            |
| 2월 5일   | Van!shment Th!s World                                                                      | Black Raison d'être [타카나시 릿카(우치다 마아야), 니부타니 신카（아카사키 치나츠), 츠유리 쿠밍(아사쿠라 아즈미), 데코모리 사나에(우에사카 스미레)] | 「Van!shment Th!s World」 「February Magic」                   | 중2병이라도 사랑을 하고 싶어! 연 엔딩                      |
| 2월 19일  | 노부나건 배경음악집                                                                        | 오구라 시오(무토우 시오리), 뉴턴(아사카와 유우), 갈릴레오(우에사카 스미레) | 「ちいさな星 ver.α」                                           | 노부나건 엔딩                                              |
| 3월 26일  | Open Tuning                                                                                | .lady. (우에사카 스미레, 코마츠 미카코, 오오쿠보 루미, 타카모리 나츠미, 미카미 시오리) | 「Open Tuning」                                                | A&G NEXT GENERATION Lady Go!! 오프닝                       |
| 3월 26일  | Open Tuning                                                                                | .lady. (우에사카 스미레, 코마츠 미카코, 오오쿠보 루미, 타카모리 나츠미, 미카미 시오리) | 「星を捜して」                                                 | A&G NEXT GENERATION Lady Go!! 엔딩                         |
| 4월 2일   | 중2병이라도 사랑을 하고 싶어! 연 캐릭터송 미니앨범 빛나는 환몽무대                         | Black Raison d'être [타카나시 릿카(우치다 마아야), 니부타니 신카（아카사키 치나츠), 츠유리 쿠밍(아사쿠라 아즈미), 데코모리 사나에(우에사카 스미레)] | 「Sparkling Daydream」                                         |                                                            |
| 4월 2일   | 중2병이라도 사랑을 하고 싶어! 연 캐릭터송 미니앨범 빛나는 환몽무대                         | 데코모리 사나에 | 「DoomsDay's Dogma」                                           |                                                            |
| 4월 9일   | 호오즈키의 냉철 BD/DVD 2권 특전CD                                                          | 피치 마키 | 「大きな金魚の樹の下で〜地獄の沙汰day ナイトフィーバーver.〜」 |                                                            |
| 5월 14일  | 호오즈키의 냉철 BD/DVD 3권 특전CD                                                          | 피치 마키 | 「地獄の沙汰も君次第」                                         |                                                            |
| 5월 28일  | 이누네코 쥬크BOX                                                                           | 이누가미 하치요(우에사카 스미레), 네코야마 스즈(토우야마 나오) | 「絶対♡服従宣言」                                              | 이누가미 양과 네코야마 양 주제가                           |
| 5월 28일  | 이누네코 쥬크BOX                                                                           | 이누가미 하치요 | 「手錠を掛けて♡」                                              |                                                            |
| 5월 28일  | 이누네코 쥬크BOX                                                                           | 이누가미 하치요(우에사카 스미레), 네코야마 스즈(토우야마 나오), 네즈 미키네(호리노 사야카), 우시와카 유키지(후지모토 아오이) | 「青春あらいぶ」                                               |                                                            |
| 6월 1일   | 開け!地獄の釜の蓋                                                                          | 피치 마키 | 「そとばの前で会いましょう」                                   | 호오즈키의 냉철 캐릭터송                                   |
| 6월 11일  | 호오즈키의 냉철 BD/DVD 4권 특전CD                                                          | 피치 마키 | 「キャラメル桃ジャム120%」                                     | 호오즈키의 냉철 엔딩                                       |
| 10월 22일 | ツインテール・ドリーマー!                                                                  | 트윈테일즈 [테일 레드(우에사카 스미레), 테일 블루(아시사카 유우카), 테일 옐로우(아카사키 치나츠)] | 「ツインテール・ドリーマー!」                                  | 저, 트윈테일이 됩니다 엔딩                                 |
| 10월 22일 | Blooming!!/若い力 -SEGA HARD GIRLS MIX-                                                    | 드림캐스트 (M·A·O), 세가새턴(타카하시 미나미), 메가드라이브(이자와 시오리), 세가 마크III(타나카 마나미), 마스터 시스템(타카야마 유우코), 비주얼 메모리(우에사카 스미레) | 「Blooming!!」                                                 | 세가 하드 걸즈 이미지송                                    |
| 11월 22일 | 저, 트윈테일이 됩니다 캐릭터송 시리즈 적반                                                 | 테일 레드 | 「レッドブレイバー」 「ツインテール・ドリーマー!(레드 ver.)」  |                                                            |
| 12월 17일 | テイルオン!ツインテイルズ                                                                  | 트윈테일즈 [테일 레드(우에사카 스미레), 테일 블루(아시사카 유우카), 테일 옐로우(아카사키 치나츠)] | 「テイルオン!ツインテイルズ」                                  | 저, 트윈테일이 됩니다 삽입곡                               |
| 12월 17일 | テイルオン!ツインテイルズ                                                                  | 테일 레드 | 「テイルオン!ツインテイルズ(레드 ver.)」                       | 저, 트윈테일이 됩니다 삽입곡                               |
| 12월 17일 | THE IDOLM@STER CINDERELLA MASTER Cool Jewelries! 002                                       | 카와시마 미즈키(토우야마 나오), 시라사카 코우메(오우사키 치요), 아나스타샤(우에사카 스미레), 카미야 나오(마츠이 에리코), 호조 카렌(후치가미 마이) | 「オルゴールの小箱」 「ゴキゲンParty Night」                   |                                                            |
| 12월 17일 | THE IDOLM@STER CINDERELLA MASTER Cool Jewelries! 002                                       | 아나스타샤 | 「見上げてごらん夜の星を」                                     |                                                            |
| 2015년    |                                                                                            | |                                                                |                                                            |
| 1월 21일  | THE IDOLM@STER CINDERELLA GIRLS ANIMATION PROJECT 00 ST@RTER BEST                          | CINDERELLA PROJECT [시마무라 우즈키 (오오하시 아야카), 시부야 린(후쿠하라 아야카), 혼다 미오(하라 사유리), 후타바 안즈(이가라시 히로미) 미무라 카나코(오오츠보 유카), 죠우가사키 리카(야마모토 노조미), 칸자키 란코(우치다 마아야), 마에카와 미쿠(타카모리 나츠미), 모로보시 키라리(마츠자키 레이), 타다 리이나(아오키 루미코), 아카기 미리아(쿠로사와 토모요), 닛타 미나미(스자키 아야), 오가타 치에리(오오조라 나오미) 아나스타샤(우에사카 스미레) | 「ススメ☆オトメ 〜jewel parade〜」                             |                                                            |
| 2월 18일  | THE IDOLM@STER CINDERELLA GIRLS ANIMATION PROJECT 01 Star!!                                | CINDERELLA PROJECT [시마무라 우즈키 (오오하시 아야카), 시부야 린(후쿠하라 아야카), 혼다 미오(하라 사유리), 후타바 안즈(이가라시 히로미) 미무라 카나코(오오츠보 유카), 죠우가사키 리카(야마모토 노조미), 칸자키 란코(우치다 마아야), 마에카와 미쿠(타카모리 나츠미), 모로보시 키라리(마츠자키 레이), 타다 리이나(아오키 루미코), 아카기 미리아(쿠로사와 토모요), 닛타 미나미(스자키 아야), 오가타 치에리(오오조라 나오미) 아나스타샤(우에사카 스미레) | 「Star!!」                                                     | 아이돌 마스터 신데렐라 걸즈 오프닝                         |
| 3月18日   | THE IDOLM@STER CINDERELLA GIRLS ANIMATION PROJECT 02 Memories                              | LOVE LAIKA [닛타 미나미(스자키 아야), 아나스타샤(우에사카 스미레)] | 「Memories」 「夕映えプレゼント -LOVE LAIKA リミックス-」      | 아이돌 마스터 신데렐라 걸즈 삽입곡                         |
| 3月25日   | 艦娘乃歌 Vol.1                                                                             | 후부키(우에사카 스미레), 무츠키(히다카 리나), 유우다치(타니베 유미) | 「Bright Shower Days」                                         | 함대 콜렉션 -칸코레- 캐릭터송                              |
| 3月25日   | 艦娘乃歌 Vol.1                                                                             | 艦娘特別艦隊 [아카기(후지타 사키), 카가(이구치 유카), 즈이가쿠(노미즈 이오리), 콘고우(토우야마 나오), 시마카제(사쿠라 아야네), 후부키(우에사카 스미레)] | 「Let's not say "good-bye"」                                   | 함대 콜렉션 -칸코레- 캐릭터송                              |
| 4월 22일  | 青春はNon-Stop!                                                                            | プラズマジカ [시안(이나가와 에리), 츄츄(우에사카 스미레), 레트리(누마쿠라 마나미), 모아(사쿠라 아야네)] | 青春はNon-Stop!」 「Close to you」                             | SHOW BY ROCK!! 오프닝                                      |
| 4월 22일  | やっぱりStand Up!!!!!／色彩crossroad                                                       | てさプルん♪ [아리스가와 린 (미카미 시오리), 이자요이 카논(오오쿠보 루미), 우사미 히나(코마츠 미카코), 엔죠우지 유이(타카모리 나츠미), 오코노기 토모미(우에사카 스미레)] | 「やっぱりStand Up!!!!!」                                      | 찾아보자! 부활동 스핀오프 푸루푸룬 샤름과 놀자 오프닝      |
| 4월 22일  | やっぱりStand Up!!!!!／色彩crossroad                                                       | てさプルん♪ 스즈키 유아(니시 아스카), 사토우 히나(아케사카 사토미), 타카하시 아오이(오기노 카린), 타나카 코하루(오오하시 아야카), 소노타 모부코(우에다 레이나), 아리스가와 린 (미카미 시오리), 이자요이 카논(오오쿠보 루미), 우사미 히나(코마츠 미카코), 엔죠우지 유이(타카모리 나츠미), 오코노기 토모미(우에사카 스미레)] | 「色彩crossroad」                                              | 찾아보자! 부활동 스핀오프 푸루푸룬 샤름과 놀자 엔딩        |
| 5월 13일  | Have a nice MUSIC!!                                                                        | プラズマジカ [시안(이나가와 에리), 츄츄(우에사카 스미레), 레트리(누마쿠라 마나미), 모아(사쿠라 아야네)] | 「Have a nice MUSIC!!」 「Joyfulness」                         | SHOW BY ROCK!! 엔딩                                        |
| 5월 13일  | THE IDOLM@STER CINDERELLA GIRLS ANIMATION PROJECT 08 GOIN'!!!                              | CINDERELLA PROJECT [시마무라 우즈키 (오오하시 아야카), 시부야 린(후쿠하라 아야카), 혼다 미오(하라 사유리), 후타바 안즈(이가라시 히로미) 미무라 카나코(오오츠보 유카), 죠우가사키 리카(야마모토 노조미), 칸자키 란코(우치다 마아야), 마에카와 미쿠(타카모리 나츠미), 모로보시 키라리(마츠자키 레이), 타다 리이나(아오키 루미코), 아카기 미리아(쿠로사와 토모요), 닛타 미나미(스자키 아야), 오가타 치에리(오오조라 나오미) 아나스타샤(우에사카 스미레) | 「GOIN'!!!」 「夕映えプレゼント」                              | 아이돌 마스터 신데렐라 걸즈 13화 삽입곡                    |
| 5월 20일  | てさプル!歌もの                                                                            | 소노타 모부코(우에다 레이나), 오코노기 토모미(우에사카 스미레)] | 「桃色友達認定」                                               | 찾아보자! 부활동 스핀오프 푸루푸룬 샤름과 놀자 엔딩        |
| 6월 3일   | Progression                                                                                | .lady. (우에사카 스미레, 코마츠 미카코, 오오쿠보 루미, 타카모리 나츠미, 미카미 시오리) | 「Progression」                                                | A&G NEXT GENERATION Lady Go!! 오프닝                       |
| 6월 3일   | Progression                                                                                | .lady. (우에사카 스미레, 코마츠 미카코, 오오쿠보 루미, 타카모리 나츠미, 미카미 시오리) | 「A Little Magic」                                             | A&G NEXT GENERATION Lady Go!! 엔딩                         |
| 6월 3일   | 迷宮DESTINY／流星ドリームライン                                                            | プラズマジカ [시안(이나가와 에리), 츄츄(우에사카 스미레), 레트리(누마쿠라 마나미), 모아(사쿠라 아야네)] | 「迷宮DESTINY」 「流星ドリームライン」                         | SHOW BY ROCK!! 삽입곡                                      |
| 6월 24일  | ベストかまってちゃん/神聖かまってちゃん                                                    | 笛吹き花ちゃん feat. 우에사카 스미레 | 「ベストかまってちゃん」                                       |                                                            |
| 6월 26일  | ツキウタ。 11月（女子）天童院椿 流星舞台                                                   | 텐도우인 츠바키 | 「流星舞台」 「Трoйка -white witch mix-」                      |                                                            |
| 7월 22일  | SHOW BY ROCK!! BD/DVD 2권 특전CD                                                           | 츄츄 | 「夢を掴め青春まっしぐら!」                                    |                                                            |
| 7월 23일  | 아이돌 마스터 신데렐라 걸즈 BD/DVD 2권 완전생산한정판 특전CD 346Pro IDOL selection vol.2   | 아나스타샤 | 「Never say never -For Anastasia rearrange MIX-」              |                                                            |
| 8월 5일   | THE IDOLM@STER CINDERELLA GIRLS ANIMATION PROJECT 2nd season 01 Shine!!                    | CINDERELLA PROJECT [시마무라 우즈키 (오오하시 아야카), 시부야 린(후쿠하라 아야카), 혼다 미오(하라 사유리), 후타바 안즈(이가라시 히로미) 미무라 카나코(오오츠보 유카), 죠우가사키 리카(야마모토 노조미), 칸자키 란코(우치다 마아야), 마에카와 미쿠(타카모리 나츠미), 모로보시 키라리(마츠자키 레이), 타다 리이나(아오키 루미코), 아카기 미리아(쿠로사와 토모요), 닛타 미나미(스자키 아야), 오가타 치에리(오오조라 나오미) 아나스타샤(우에사카 스미레) | 「Shine!!」                                                    | 아이돌 마스터 신데렐라 걸즈 오프닝                         |

## 공연[40]

### 총결기집회
| 공연일               | 제목                                    | 장소            |
| -------------------- | --------------------------------------- | --------------- |
| 2014년 2월 11일      | 제 1회 혁브로 총결기집회                | 나카노 선플라자 |
| 2015년 2월 11일      | 제 2회 혁브로 총결기집회 -Final-        | 나카노 선플라자 |
| 2016년 2월 11일/12일 | 초나카노대륙의 역습 군성의 장/초망의 장 | 나카노 선플라자 |

### 결기집회
| 공연일           | 제목                                         | 장소                       |
| ---------------- | -------------------------------------------- | -------------------------- |
| 2013년 2월 11일  | vol.0 ~우에사카 스미레 프로젝트 시동!!~      | 니코 퍼레이드 행사장       |
| 2013년 4월 28일  | vol.1 ~혁명의 색은 딸기와 같나노니~          | 하라주쿠 아스트로홀        |
| 2013년 4월 29일  | vol.2 ~타이쇼 12년도 인사~                   | 토쿄 키네마클럽            |
| 2013년 7월 13일  | vol.3 ~나고야 UFO 로맨스~                    | 나고야 다이아몬드홀        |
| 2013년 7월 28일  | vol.4 ~닥터 아카소의 역습~                   | umeda AKASO                |
| 2013년 8월 3일   | vol.5 ~악몽의 혁브로 대삼각형~               | 시나가와 스텔라홀          |
| 2013년 10월 20일 | vol.6 ~죽은 처녀의 마천루~                   | 라폴레뮤지엄 하라주쿠      |
| 2014년 9월 7일   | vol.7 ~앓고 앓는 Young Paradise in 오오사카~ | 오오사카 도우지마 리버포럼 |
| 2014년 9월 14일  | vol.8 ~앓고 앓는 Young Paradise in 토쿄~     | Zepp 다이버시티 토쿄       |
| 2016년 8월 21일  | 혁브로 대회의!! 남간부 VS 여간부             | 타워레코드 시부야점        |

### 비밀집회
|    | 공연일           | 장소                    |  |    | 공연일           | 장소          |
| -- | ---------------- | ----------------------- |  | -- | ---------------- | ------------- |
| 1  | 2013년 3월 17일  | 후쿠오카                |  | 15 | 2014년 6월 14일  | 코쿠라        |
| 2  | 2013년 4월 14일  | 시부야                  |  | 16 | 2014년 6월 14일  | 쿠마모토      |
| 3  | 2013년 4월 20일  | 신주쿠                  |  | 17 | 2014년 6월 14일  | 카고시마      |
| 4  | 2013년 4월 21일  | 아키하바라              |  | 18 | 2014년 6월 15일  | 오카야마      |
| 5  | 2013년 6월 23일  | 아키하바라 타시로도리   |  | 19 | 2014년 6월 21일  | 센다이        |
| 6  | 2013년 6월 28일  | 이케부쿠로              |  | 20 | 2014년 6월 21일  | 코오리야마    |
| 7  | 2013년 7월 6일   | 루미네스트 신주쿠       |  | 21 | 2014년 6월 22일  | 나가노        |
| 8  | 2013년 7월 20일  | 오오사카                |  | 22 | 2014년 6월 22일  | 코우후        |
| 9  | 2013년 12월 21일 | 홋카이도                |  | 23 | 2014년 6월 28일  | 쿄토          |
| 10 | 2013년 12월 22일 | 하카타                  |  | 24 | 2014년 7월 5일   | 요코하마 비블 |
| 11 | 2013년 12월 23일 | 아키하바라 츄우오우도리 |  | 25 | 2014년 7월 5일   | 카와사키      |
| 12 | 2013년 12월 28일 | 난바                    |  | 26 | 2014년 12월 14일 | 하카타        |
| 13 | 2013년 12월 29일 | 나고야                  |  | 27 | 2014년 12월 21일 | 요코하마      |
| 14 | 2014년 6월 6일   | 시부야 타츠야           |  |    |                  |               |

### 음반 발매기념 행사 및 순회공연
| 제목                                              | 공연일                          | 장소                                 | 비고                                        |
| ------------------------------------------------- | ------------------------------- | ------------------------------------ | ------------------------------------------- |
| 번뇌로운 캠프파이어                               | 2015년 7월 25일                 | 아스날 카나야마 아시타나루 광장      | <Inner Urge> 발매기념 행사                  |
| 번뇌로운 캠프파이어                               | 2015년 7월 26일                 | 다이버시티 토쿄 플라자 페스티벌 광장 | <Inner Urge> 발매기념 행사                  |
| 받아라 오컬트 워터!                               | 2016년 8월 6일                  | 아베노큐즈몰                         | <恋する図形(cubic futurismo)> 발매기념 행사 |
| 우에사카 스미레의 단독스모 2016 ~사이키델릭 순회~ | 2016년 12월 23일                | 토쿄 료고쿠 국기관                   |                                             |
| 밀실! 철학 300인 대련                             | 2017년 7월 16일                 | 타워 레코드 시부야점                 | <踊れ！きゅーきょく哲学> 발매기념 행사      |
| 마쵸마운틴 ~근육의 산~                            | 2017년 10월 21일                | 타워 레코드 시부야점                 | <彼女の幻想> 발매기념 행사                  |
| 릴리스 이벤트 하자고~ 좋다고~                     | 2018년 2월 24일                 | TSUTAYA IKEBUKURO AK빌딩점           | <POP TEAM EPIC> 발매기념 행사               |
| 노 퓨쳐 졸라 더운 바캉스                          | 2018년 8월 4일                  | 토쿄돔시티 라쿠아가든 스테이지       | <ノーフューチャーバカンス> 발매기념 행사    |
| 노 퓨쳐 졸라 더운 바캉스                          | 2018년 8월 5일                  | 모리노미야큐즈몰 BASE 1F BASE 파크   | <ノーフューチャーバカンス> 발매기념 행사    |
| 노 퓨쳐 다이어리                                  | 2019년 2월 10일                 | 카나가와현민홀                       |                                             |
| 노 퓨쳐 다이어리                                  | 2019년 2월 17일                 | NHK 오오사카홀                       |                                             |
| 노 퓨쳐 다이어리                                  | 2019년 3월 9일                  | 오오미야 소닉시티 대홀               |                                             |
| 우에사카 스미레의 PROPAGANDA CITY 2020            | 2020년 3월 20일 2020년 3월 21일 | 사이타마 코시가야 시민홀 대홀        | 코로나19 바이러스로 인한 중지               |
| 우에사카 스미레의 PROPAGANDA CITY 2020            | 2020년 3월 28일 2020년 3월 29일 | NHK 오오사카홀                       | 코로나19 바이러스로 인한 중지               |
| 우에사카 스미레의 PROPAGANDA CITY 2020            | 2020년 4월 5일                  | 일본특수도업 시민회관 빌리지홀       | 코로나19 바이러스로 인한 중지               |
| 우에사카 스미레의 PROPAGANDA CITY 2020            | 2020년 4월 19일                 | TOKYO DOME CITY HALL                 | 코로나19 바이러스로 인한 중지               |

### DVD/Blu-ray
| 제목                                                                     | 발매일           | 대상공연                          |
| ------------------------------------------------------------------------ | ---------------- | --------------------------------- |
| 革ブロ潜入ルポルタージュ-趣味者集団を追え-                               | 2013년 9월 25일  | 결기집회 vol.1,2                  |
| 革ブロ潜入ルポルタージュ vol.2-煽動の夏祭り-                             | 2013년 11월 27일 | 결기집회 vol.5                    |
| 実録・2.11 第一回 革ブロ総決起集会                                       | 2014년 7월 16일  | 제1회 총결기집회                  |
| 病み・病みヤングパラダイス in 東京                                       | 2015년 2월 11일  | 결기집회 vol.8                    |
| 上坂すみれのひとり相撲2016~サイケデリック巡業~&超中野大陸の逆襲 群星の巻 | 2017년 7월 12일  | 2016 국기관 공연&제3회 총결기집회 |
| 上坂すみれのノーフューチャーダイアリー 2019                              | 2019년 10월 2일  | 2019 ノーフューチャーダイアリー   |

- <上坂すみれのひとり相撲2016>부터는 블루레이로만 발매되고 있다.

## 책
- 우에사카 스미레 1st 포토북 스미페의 경향과 대책(上坂すみれ1stフォトブック すみぺの傾向と対策)
- 세계에서 가장 독특한 일본이니만큼 할 수 있는 것 ~우리들의 문화외교 선언~(世界でいちばんユニークなニッポンだからできること 〜僕らの文化外交宣言〜, 사쿠라이 타카마사와 함께 저술)
- 우에사카 스미레 포토북 스미페의 약간 혼돈(上坂すみれフォトブック すみぺのちょっとだけ混沌)
- 우에사카 스미레 25 YEARS STYLE BOOK Sumipedia
- 우에사카 스미레의 문화부는 오오테마치를 걷는다(上坂すみれの文化部は大手町を歩く)
  - 라디오 방송 <우에사카 스미레의 문화부는 밤을 걷는다> 공개방송 내용을 담은 책. 3권은 오오사카로 되어있다.
- 우에사카 스미레 사진집 UESAKA JAPAN! 제국유람의 장(上坂すみれ写真集 UESAKA JAPAN! 諸国漫遊の巻)
- 우에사카 스미레 포토북 스미페의 Flashback♡My Life(上坂すみれフォトブック すみぺのフラッシュバック♡マイライフ)[47]
- 스미레이로(すみれいろ)
- 우에사카 스미레 포토북 스미페의 A to Z(上坂すみれフォトブック すみぺのAtoZ)